# Zhong Honglian
Zhong Honglian est une footballeuse chinoise née le 27 octobre 1967, évoluant au poste de gardien de but.
Avec l'équipe de Chine, elle décroche la médaille d'argent du tournoi olympique d'Atlanta 1996. 

## Palmarès
- Médaille d'argent aux Jeux olympiques d'Atlanta en 1996[1]